# Argyropasta thermopera
Argyropasta thermopera är en fjärilsart som beskrevs av George Francis Hampson 1910. Argyropasta thermopera ingår i släktet Argyropasta och familjen nattflyn. Inga underarter finns listade i Catalogue of Life.